# 高見山
高見山（たかみさん、たかみやま）は、奈良県吉野郡東吉野村と三重県松阪市（旧飯南郡飯高町）との境界にある山。台高山脈の北端に位置する。標高は1,248.9m。

## 地理
奈良県側の紀ノ川支流の高見川（平野川・杉谷川）と、三重県側の櫛田川の源頭になる。また、この山付近を中央構造線が通っている。昔は高角山、高水山などと呼ばれた。また西側の木津峠から見ると円錐形をしており「関西のマッターホルン」の異名を持つ。
山頂にはブナ林があり冬季は霧氷が見られる。山頂には高角神社と避難所を兼ねた展望台がある。
高見峠（大峠）の高見山大峠駐車場から最短ルートがあり、奈良・三重県境に沿ってジグザグの登山道が設けられている。西の小峠へのルートには、笛吹岩やゆるぎ岩など名前の付けられた露岩が点在する。

## 歴史
神武天皇東征の際、櫛田川から大和へと入ったとする説があり、山頂にはここに上って四方を見たと謂われる「国見岩」や、道案内を務めた八咫烏を祀る高角神社がある。「我妹子を いざ見の山も高みかも 大和の見えぬ 国遠みかも」と万葉集に歌われた、「いざ見の山」がこの高見山ではないかと言われている。

## 備考
角界では高砂部屋の伝統的な四股名であり、明治以来5人の力士が高見山を名乗っているが、この山に由来するものではなく、偶然の一致である。

## 関連画像

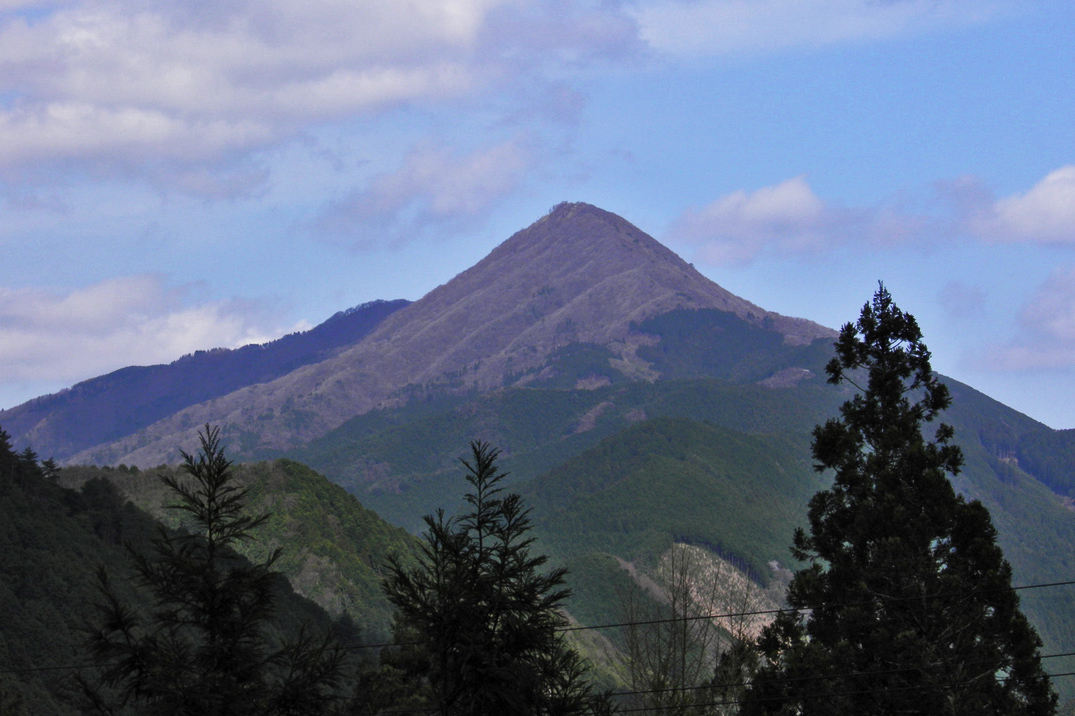
西から
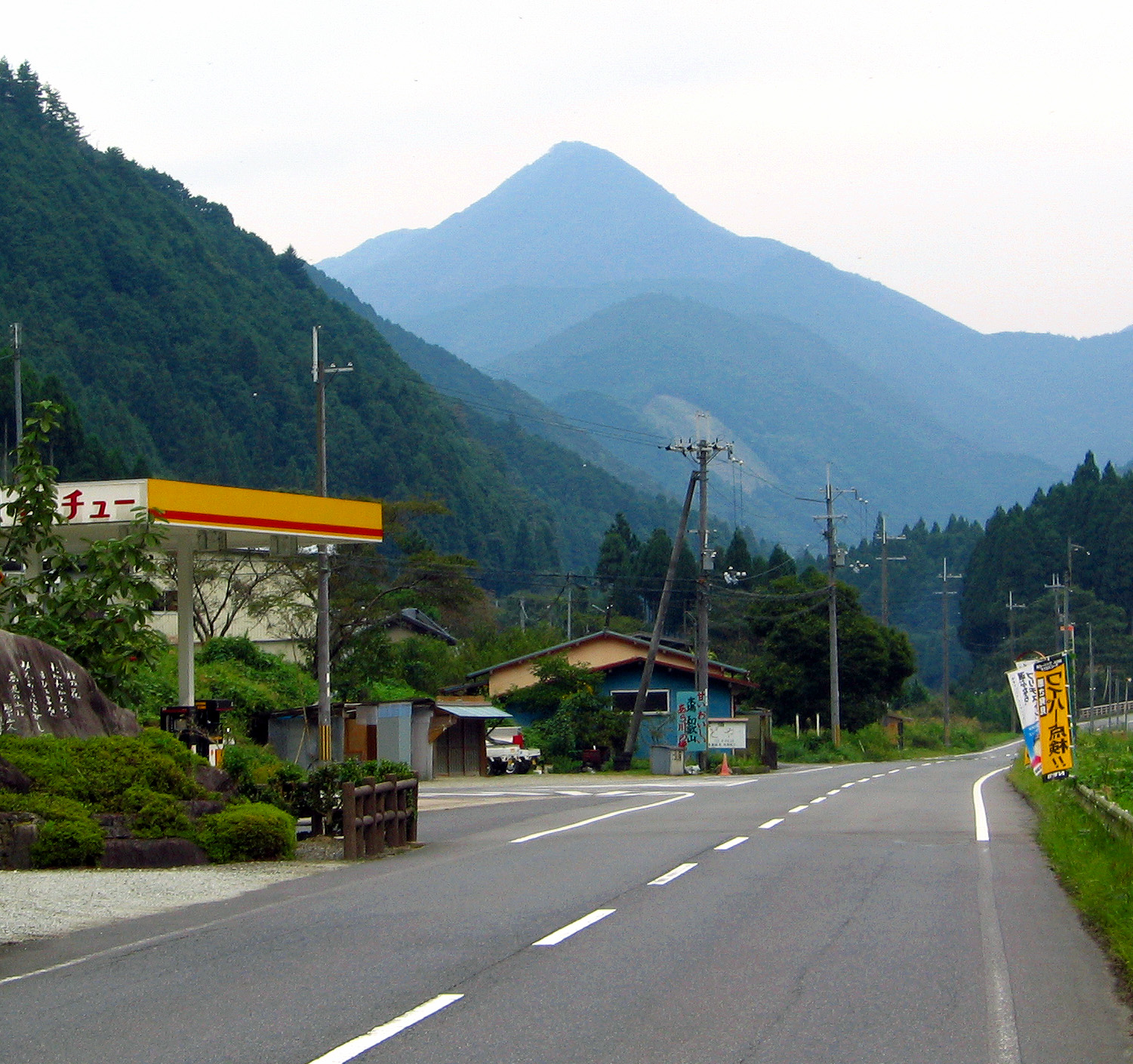
西からの山容と国道166号線
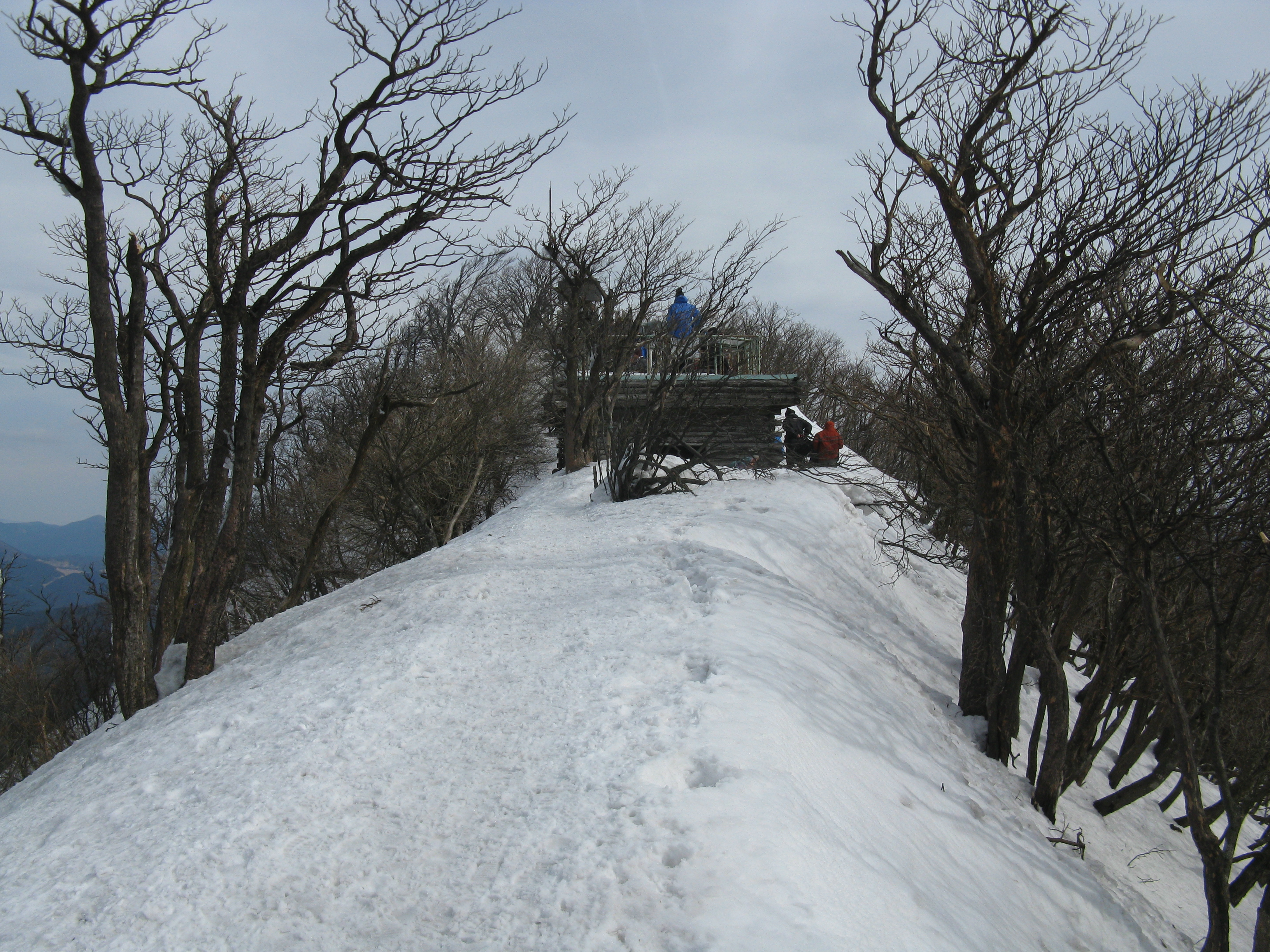
1月の山頂
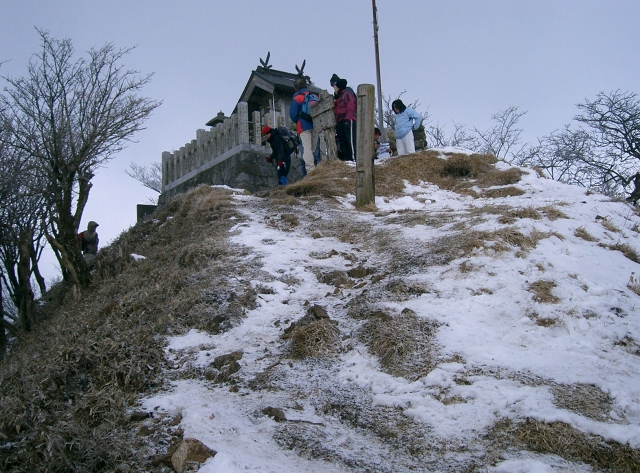
山頂の高角神社
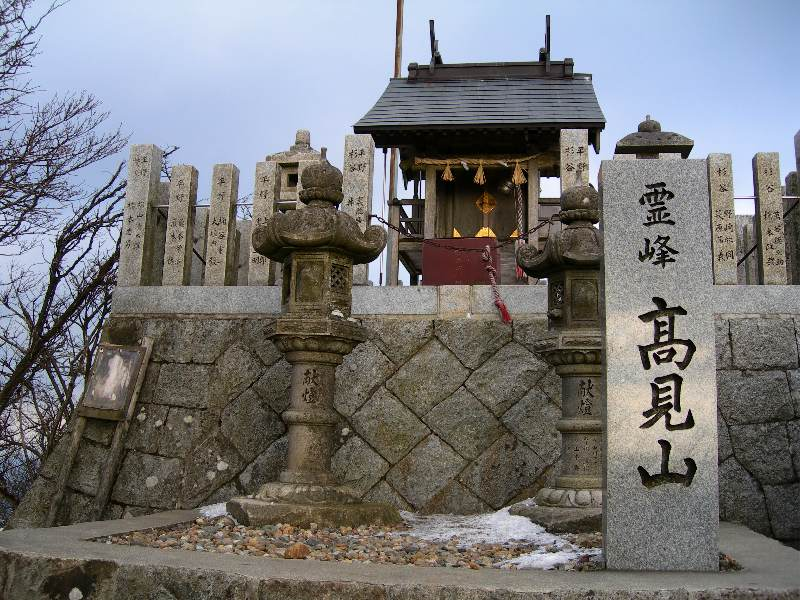
高角神社
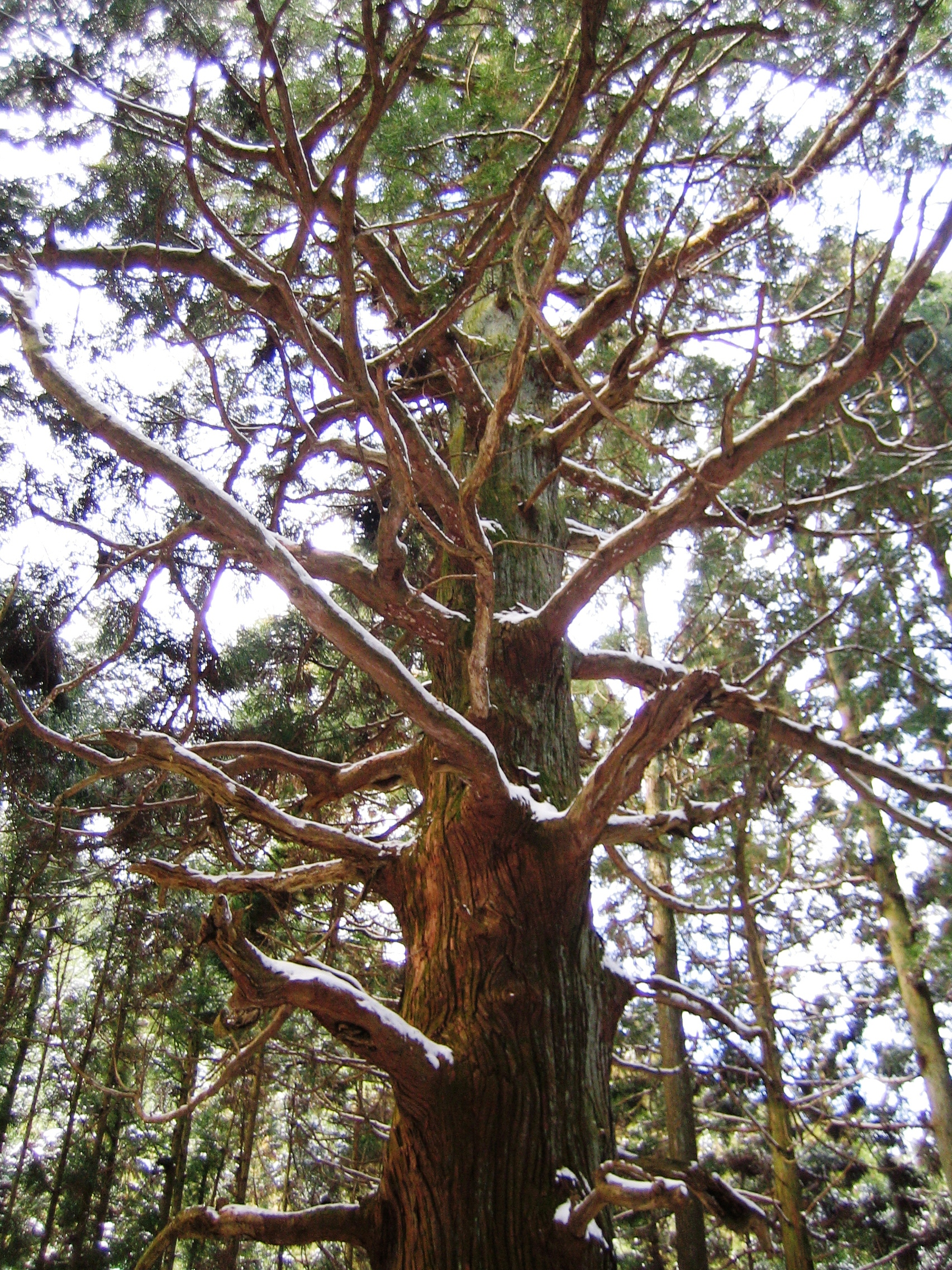
樹齢700年以上の高見杉

山頂からの眺望
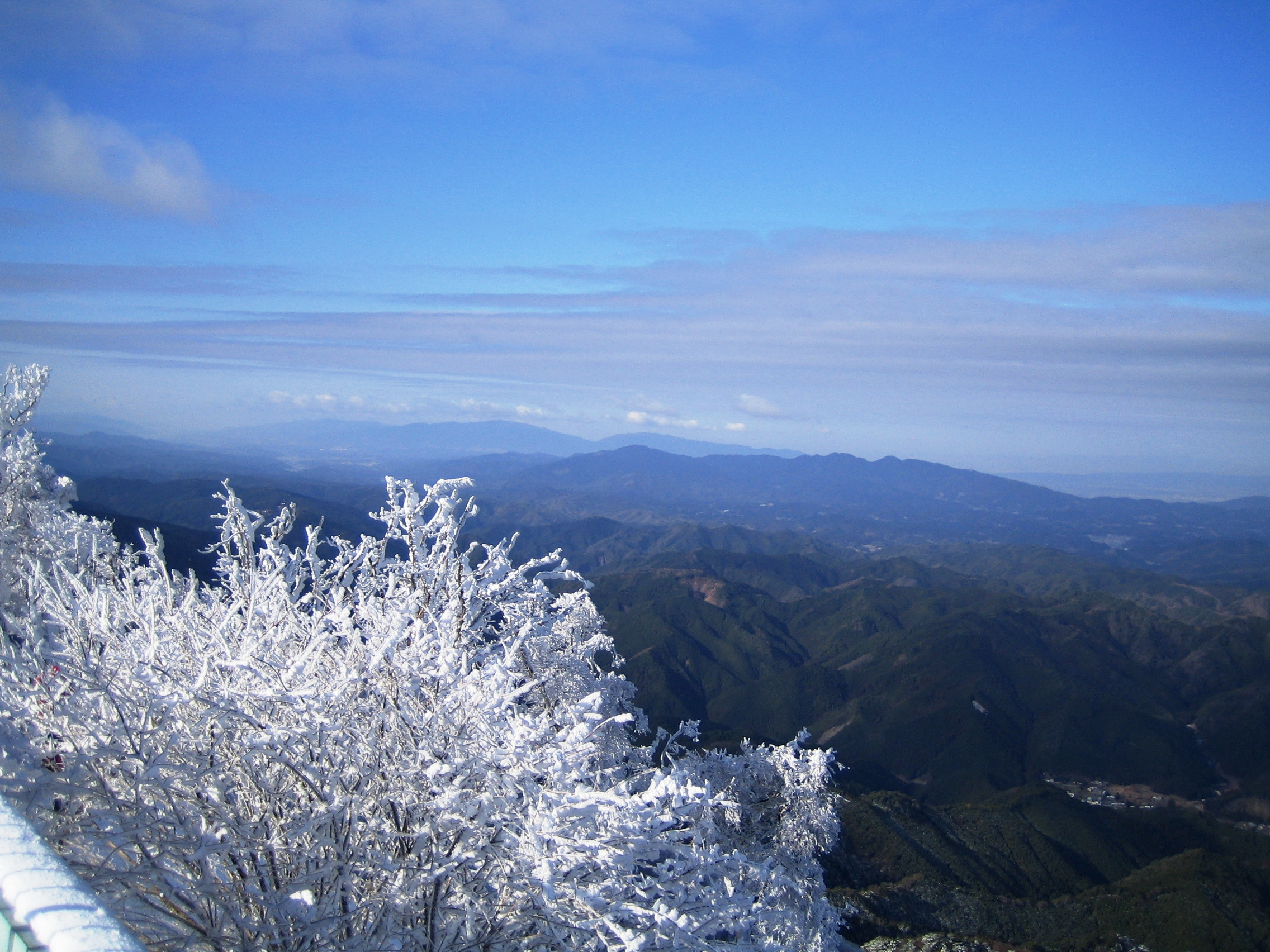
西の眺望 最奥左に金剛山地
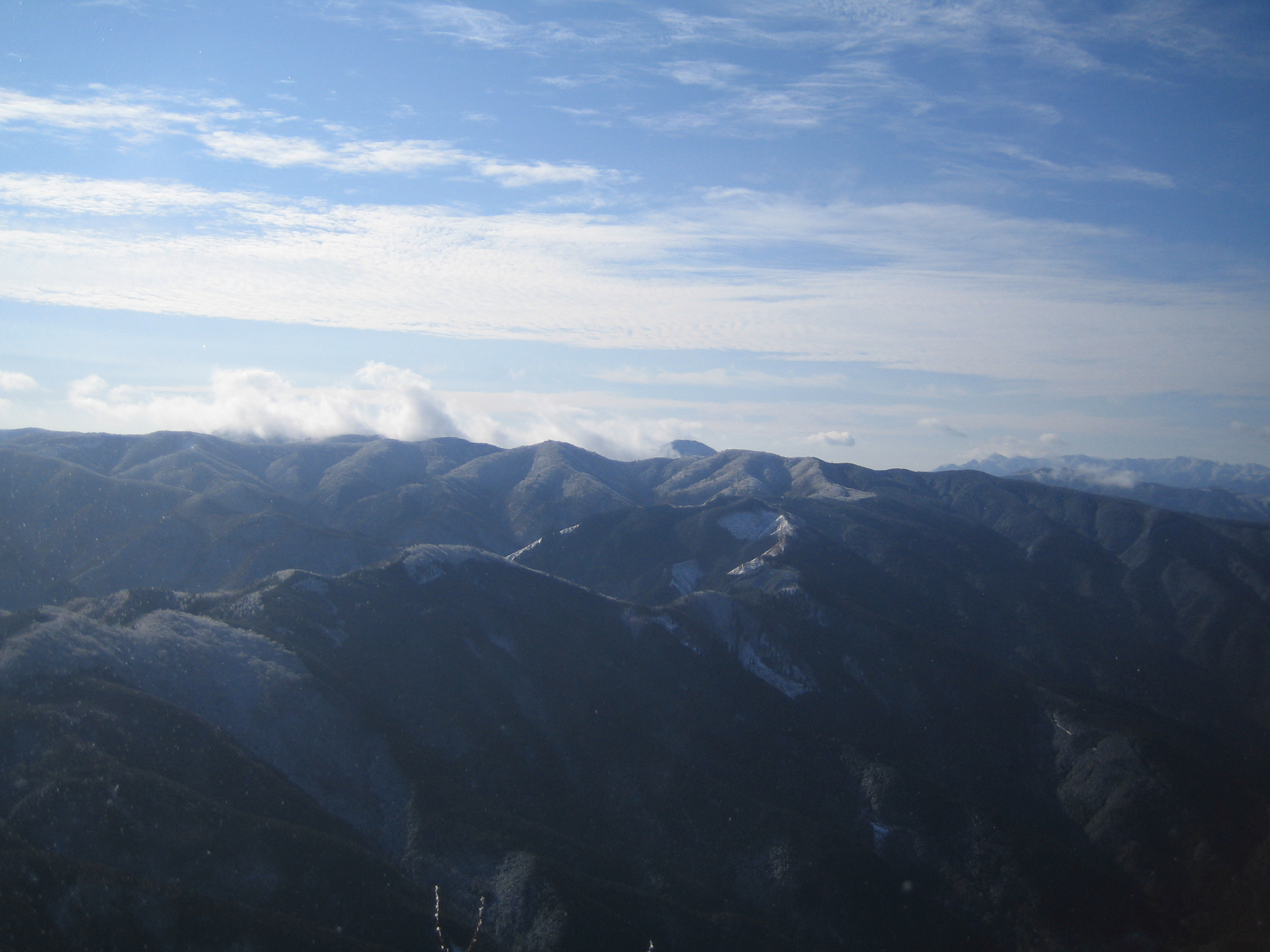
南南西の眺望
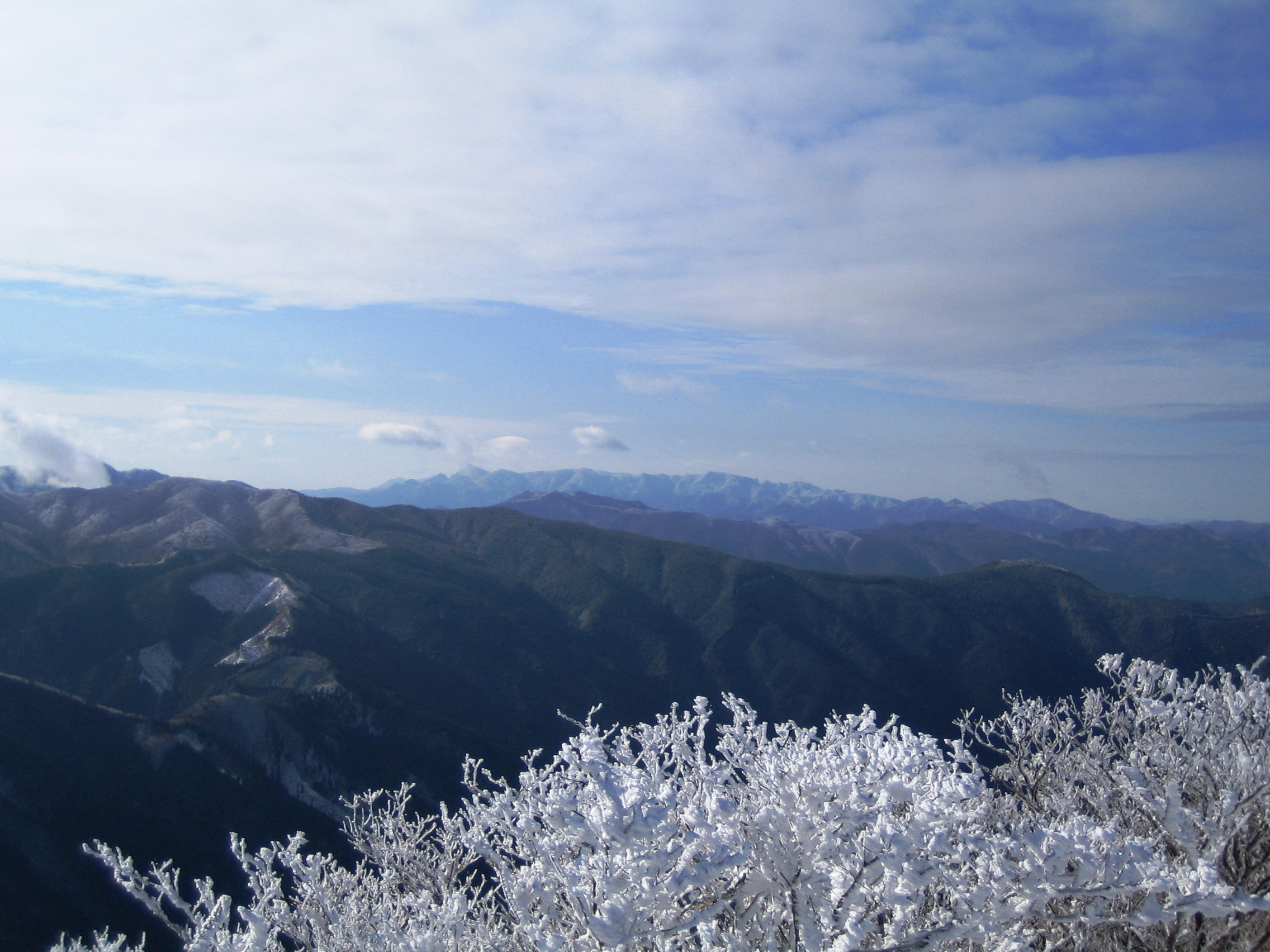
南西の眺望
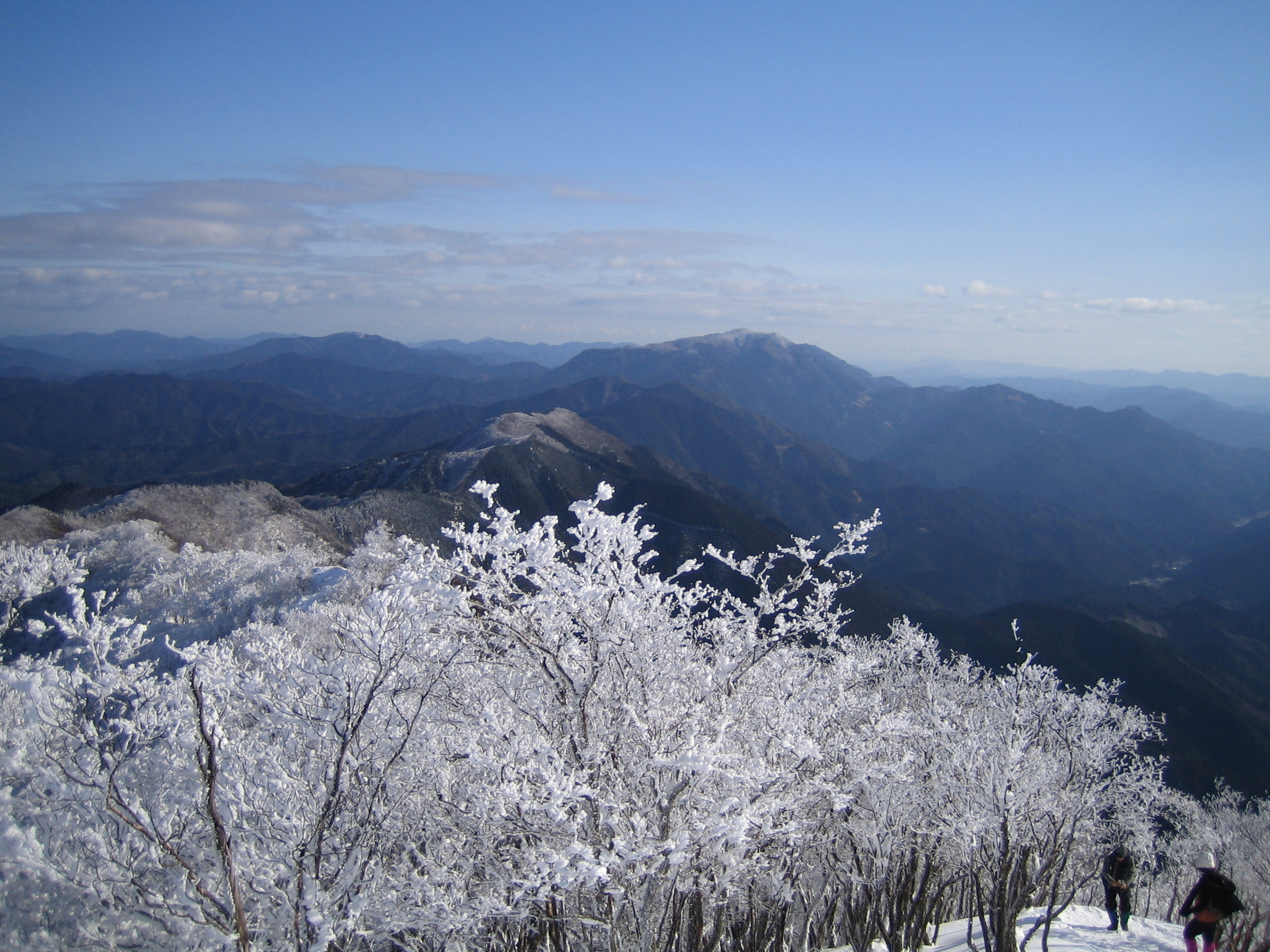
東の眺望 中央奥に三峰山